# Herwart Kemper
Herwart Carl Kemper (* 8. Oktober 1936) ist ein deutscher Erziehungswissenschaftler und Professor für Schulpädagogik in Münster und Erfurt bis 2001 gewesen.
Kemper promovierte 1971 in Münster mit einer Dissertation zum Dr. phil. über die Erziehungstheorie Plutarchs und habilitierte sich dort 1981 in Erziehungswissenschaften. Er lehrte in Münster als Schulpädagoge und wechselte 1992 an die Pädagogische Hochschule Erfurt als Leiter des Instituts für Schulpädagogik, das 2001 in der Universität Erfurt aufging. Das gemeinsam mit Dietrich Benner erstellte Werk zur Reformpädagogik ging den Wirkungen der „Experimentalschulen“ auf staatliche Schulreform und Erziehungswissenschaft nach. Die beigefügten Quellenbände ergeben ein vielschichtiges Bild der Reformentwicklung. Ein besonderes Interesse galt Schnepfenthal, wo Salzmann eine Reformschule aufgebaut hatte.

## Schriften
- Die im Corpus der Moralia des Plutarch überlieferte Schrift „peri paidōn agōgēs“, Münster 1971 [=Diss.]
- Schultheorie als Schul- und Reformkritik (Studien zur Bildungsreform), Peter Lang 1982 ISBN 978-3820472219 [Habilitationsschrift]
- Erziehung als Dialog: Anfragen an Janusz Korczak und Platon-Sokrates, 1990 ISBN 3779905965
- Wie alternativ sind alternative Schulen? Theorie, Geschichte und Praxis, DSV, Weinheim 1991 ISBN 9783892712862
- Die Natur als Schule: Salzmanns Konzept einer Öffnung von Schule und Unterricht, in: Hrsg. mit Ulrich Seidelmann: Menschenbild und Bildungsverständnis bei Christian Gotthilf Salzmann, Weinheim 1995, S. 48–63.
- Schulpädagogik: eine problemgeschichtliche Einführung, Weinheim: Juventa , 2001 ISBN 978-3779915201
- Mit Dietrich Benner:
  - Theorie und Geschichte der Reformpädagogik Teil 1, Die pädagogische Bewegung von der Aufklärung bis zum Neuhumanismus, 2. Auflage / Weinheim: Beltz , 2001 ISBN 978-3825282394
  - Quellentexte zur Theorie und Geschichte der Reformpädagogik, Teil 1, Die pädagogische Bewegung von der Aufklärung bis zum Neuhumanismus; unter Mitwirkung von Gabriele Schulp-Hirsch / Weinheim : Deutscher Studien Verlag, 2000
  - Theorie und Geschichte der Reformpädagogik Teil 2, Die pädagogische Bewegung von der Jahrhundertwende bis zum Ende der Weimarer Republik, Weinheim : Beltz,. 2003 ISBN 978-3825282400
  - Quellentexte zur Theorie und Geschichte der Reformpädagogik: Teil 2: Die pädagogische Bewegung von der Jahrhundertwende bis zum Ende der Weimarer Republik, Beltz 2001 ISBN 978-3892719489
  - Theorie und Geschichte der Reformpädagogik Teil 3.1, Staatliche Schulreform und Schulversuche in SBZ und DDR, Weinheim : Beltz, 2005 ISBN 978-3825282813
  - Theorie und Geschichte der Reformpädagogik Teil 3.2, Staatliche Schulreform und reformpädagogische Schulversuche in den westlichen Besatzungszonen und in der BRD, Weinheim: Beltz, 2008 ISBN 978-3825282820
  - Quellentexte zur Theorie und Geschichte der Reformpädagogik: Teil 3.1: Staatliche Schulreform und Schulversuche in SBZ und DDR, Beltz 2004 ISBN 978-3407320377
  - Quellentexte zur Theorie und Geschichte der Reformpädagogik: Teil 3.2: Staatliche Schulreform und reformpädagogische Schulversuche in den westlichen Besatzungszonen und in der BRD, Beltz 2008 ISBN 978-3407320384